# Harding Meyer
 (mai 2023).
Si vous disposez d'ouvrages ou d'articles de référence ou si vous connaissez des sites web de qualité traitant du thème abordé ici, merci de compléter l'article en donnant les références utiles à sa vérifiabilité et en les liant à la section « Notes et références ».
Harding Meyer (né le 19 janvier 1928 à Hardingen et mort le 1er décembre 2018 à Melle) est un théologien luthérien qui est l'une des figures de proue du dialogue œcuménique au XXe siècle.

## Biographie
Après des études à Marbourg, Lausanne, Tübingen et Göttingen, il est ordonné en octobre 1956. En 1958, il obtient un doctorat à l'Université de Hambourg sous la direction de Helmut Thielicke avec une thèse sur Blaise Pascal.
En 195, il est nommé professeur de théologie systématique à la faculté de théologie luthérienne de São Leopoldo (Brésil) puis, en 1967, il rejoint le Département théologique de la Fédération luthérienne mondiale (FLM) à Genève avec la responsabilité des dialogues interconfessionnels. De 1971 jusqu'à sa retraite en 1993, il est professeur à l'Institut de recherche œcuménique de la FLM à Strasbourg, qu'il dirige deux fois, de 1975 à 1978 puis de 1981 à 1988.
De 1967 à 1993, il est conseiller théologique de la Commission internationale luthéro-catholique ; il participe également à d'autres groupes de travail et instituts œcuméniques. Il co-édite les trois premiers volumes des Dokumente wachsender Übereinstimmung (de)..
Il reçoit quatre doctorats honorifiques, dont celui de la Faculté catholique de théologie de l'Université de Bonn. En 2008, il reçoit le prix théologique des semaines universitaires de Salzbourg pour l'ensemble de son œuvre.
Il est marié et père de deux enfants.

## Publications

### Monographies
- Pascals „Pensées“ als dialogische Verkündigung. Göttingen 1962
- Das Wort Pius’ IX: „Die Tradition bin ich“. Päpstliche Unfehlbarkeit und apostolische Tradition in den Debatten und Dekreten des Vatikanum I. München 1965
- Euch ist heute der Heiland geboren. Die Gestalten der Christnacht mit Luther gedeutet. Göttingen 1966
- Lutero e Luteranismo hoje. Rio de Janeiro 1969
- Luthertum und Katholizismus im Gespräch. Ergebnisse und Stand der katholisch/lutherischen Dialoge in den USA und auf Weltebene. Frankfurt 1973
- Rechtfertigung im ökumenischen Dialog. Dokumente und Einführung. Frankfurt 1987
- Ökumenische Zielvorstellungen. Göttingen 1996
- Versöhnte Verschiedenheit. Aufsätze zur ökumenischen Theologie I. Paderborn/Frankfurt 1998
- Versöhnte Verschiedenheit. Aufsätze zur ökumenischen Theologie II. Der katholisch/lutherische Dialog. Paderborn/Frankfurt 2000
- Versöhnte Verschiedenheit. Aufsätze zur ökumenischen Theologie III. Paderborn/Frankfurt 2009

### Éditeur
- Face à l'unité, avec Hervé Legrand, 1986